# تور هالفور بيورنستاد
تور هالفور بيورنستاد (بالنرويجية البوكمول: Tor Halvor Bjørnstad)‏ هو متسابق بياثل وطبيب نرويجي، ولد في 17 مايو 1978.

## وصلات خارجية
- تور هالفور بيورنستاد على موقع IBU (الإنجليزية)
- تور هالفور بيورنستاد على موقع الاتحاد الدولي للتزلج (التزلج الريفي) (الإنجليزية)